# Golf (filme)
Golf é um curta-metragem de comédia mudo norte-americano, realizado em 1922, com o ator cômico Oliver Hardy.

## Elenco
- Larry Semon
- Lucille Carlisle
- Al Thompson
- Oliver Hardy - (as Babe Hardy)
- Vernon Dent
- William Hauber - Sr. Dub
- Fred Lancaster - golfista
- Joe Rock - golfista (como Joe Basil)
- Pete Gordon - golfista
- Vincent McDermott
- Fred Gamble
- Eva Thatcher - Sra. Dub
- Harry DeRoy